# 구글 서머 오브 코드

구글 서머 오브 코드 로고

구글 서머 오브 코드(Google Summer of Code) 또는 간단히 GSoC는 구글이 여름 기간에 자유-오픈 소스 소프트웨어 코딩 프로젝트를 성공적으로 완수한 학생들에게 급료를 수여하는 국제적인 연례 프로그램이다. 이 프로그램은 18세 이상 대학교 학생들에게 열려있다. 2005년 5월부터 8월 사이 처음 개최되었다. 급료의 양은 학생의 대학교가 위치한 국가의 구매력 평가에 따라 차등 결정된다. 프로젝트의 아이디어는 오픈 소스 소프트웨어 개발에 관여한 주최 단체들이 나열하지만 학생들은 자신들만의 프로젝트 아이디어를 제안하는 것 또한 가능하다.
서머 오브 코드의 아이디어는 구글의 설립자 세르게이 브린과 래리 페이지로부터 직접적으로 나왔다. 2007년부터 2009년까지 프로젝트에 2006년부터 참여한 Leslie Hawthorn은 프로그램 관리자였다. 2010년부터 2015년까지는 Carol Smith가 프로그램 관리자를 맡았다. 2016년, Stephanie Taylor가 프로그램의 관리를 맡았다.